# Dai Dark
Dai Dark (jap. 大ダーク) ist eine Manga-Serie von Mangaka Q. Hayashida, die seit 2019 in Japan erscheint. Die Science-Fiction-Geschichte spielt in den Tiefen des Universums, durch die ein Jugendlicher reist, um einen auf ihm lastenden, mächtigen Fluch loszuwerden. Der Manga wurde unter anderem ins Deutsche und Englische übersetzt. 

## Inhalt
Der Körper von Zaha Sanko ist im Besitz großer und schrecklicher Kräfte. Mit einem seiner Knochen soll man sich alle Wünsche erfüllen lassen können, selbst die Herrschaft über das ganze Universum. Doch Sanko ist auch ein Jugendlicher, der sich sein Leben nicht von Wesen aus allen Ecken der Galaxie verderben lassen will, die es auf seinen Körper abgesehen haben. Mit seinem Kumpel Avakian wehrt er alle Anschläge auf sich ab und begibt sich auf die Suche nach demjenigen, der Sankos Körper mit dieser Macht verflucht hat. Avakian ist ein lebendes Skelett, dessen manchmal leblose Gestalt ihn seine Gegner über seine Gefährlichkeit täuschen lässt. Auch Sanko selbst ist ein gefährlicher Gegner: Seine Axt zieht denen, die sie trifft, das Fleisch von den Knochen. Sie machen sich auf eine Reise durchs Weltall und hoffen, all dem ein Ende zu setzen, indem sie den Verursacher töten.

## Veröffentlichung
Die Serie wird seit dem 12. März 2019 im Magazin Gekkan Shōnen Sunday im Verlag Shogakukan veröffentlicht. Die Kapitel erscheinen seit November 2019 auch gesammelt in bisher sieben Bänden. Im Jahr 2020 war Dai Dark auf Platz 7 der Empfehlungsliste Kono Manga ga Sugoi! 2022 wurde die Serie für den Manga Taishō nominiert und landeten auf Platz 14.
Auf Deutsch erscheint die Serie seit Mai 2023 beim Verlag Manga Cult in bisher sieben Bänden (Stand: August 2024). Die Übersetzung stammt von Sascha Mandler. Bei Seven Seas Entertainment wird eine englische Fassung herausgegeben, bei Planet Manga eine italienische.